# Hendrik Copijn
Hendrik Copijn (ook bij voornaam Henri of Hein genoemd) (Groenekan, 3 maart 1842 - Utrecht, 23 december 1923) was een Nederlandse tuinarchitect. Hij was de zoon van Jan Copijn (1812-1885), boomkweker en architect. Hendriks zoon Lodewijk Wilhelmus Copijn (1878-1945) zou eveneens tuinarchitect worden.

## Persoonlijk leven
Hendrik Copijn was de oudste zoon uit het vijf kinderen tellende huwelijk tussen Jan Copijn en Egbertje van Oostveen. Toen hij negen was, overleed zijn moeder, waarna vader Copijn met een jongere zuster van zijn vrouw trouwde.  Uit dit huwelijk werd Pieter Copijn geboren.
Hendrik Copijn trouwde in 1874 met Theodora Geertruida Wilhelmina van Leeuwen (1853-1914). Uit dit huwelijk werden vier zoons en twee dochters geboren. Twee van zijn zoons overleden op jonge leeftijd.

## Opleiding en loopbaan
Hendrik ging werken bij zijn vader in de firma J. Copijn & Zoon, nadat hij in 1859 in Utrecht de Technische School had doorlopen. Tot omstreeks 1890 ontwierp hij uitsluitend tuinen in de late landschapsstijl. Daarna ontwikkelde hij meer en meer een eclectische stijl. De ontwerpen bevatten velerlei geometrische en symmetrische vormen, geïnspireerd op tuinen uit renaissance, barok en rococo.

## Tuinontwerpen
- Cuypershuis, woonhuis van Pierre Cuypers en werkplaatsen voor religieuze kunst Cuypers-Stoltzenberg (1850-1853)[1]
- Zandbergen in Huis ter Heide (1860)
- Park bij landgoed Ewijckshoeve (1871)
- Den Hemelschen Berg in Oosterbeek (1872-1876)
- Buitenplaats Persijn te Maartensdijk (1878)
- Park bij De Boom te Leusden
- Tuin bij Hydepark in Doorn (1885-1888)
- Deelontwerp Wilhelminapark in Utrecht (1888)
- Oude Algemene Begraafplaats Zeist (1890)
- Park Rijnstroom voor de Marthastichting in Alphen aan den Rijn (1897)
- Snouck van Loosenpark Enkhuizen (1897)
- Rams Woerthe in Steenwijk (1899)
- Oude Algemene Begraafplaats Driebergen (1900)
- Rengerspark in Leeuwarden (1904)
- Pinetum Blijdenstein in Hilversum (1909)
- Het terrein rondom Kasteel de Haar in Haarzuilens (1894-1914)
- De Dorschkamp bij Wageningen (1915)

## Afbeeldingen

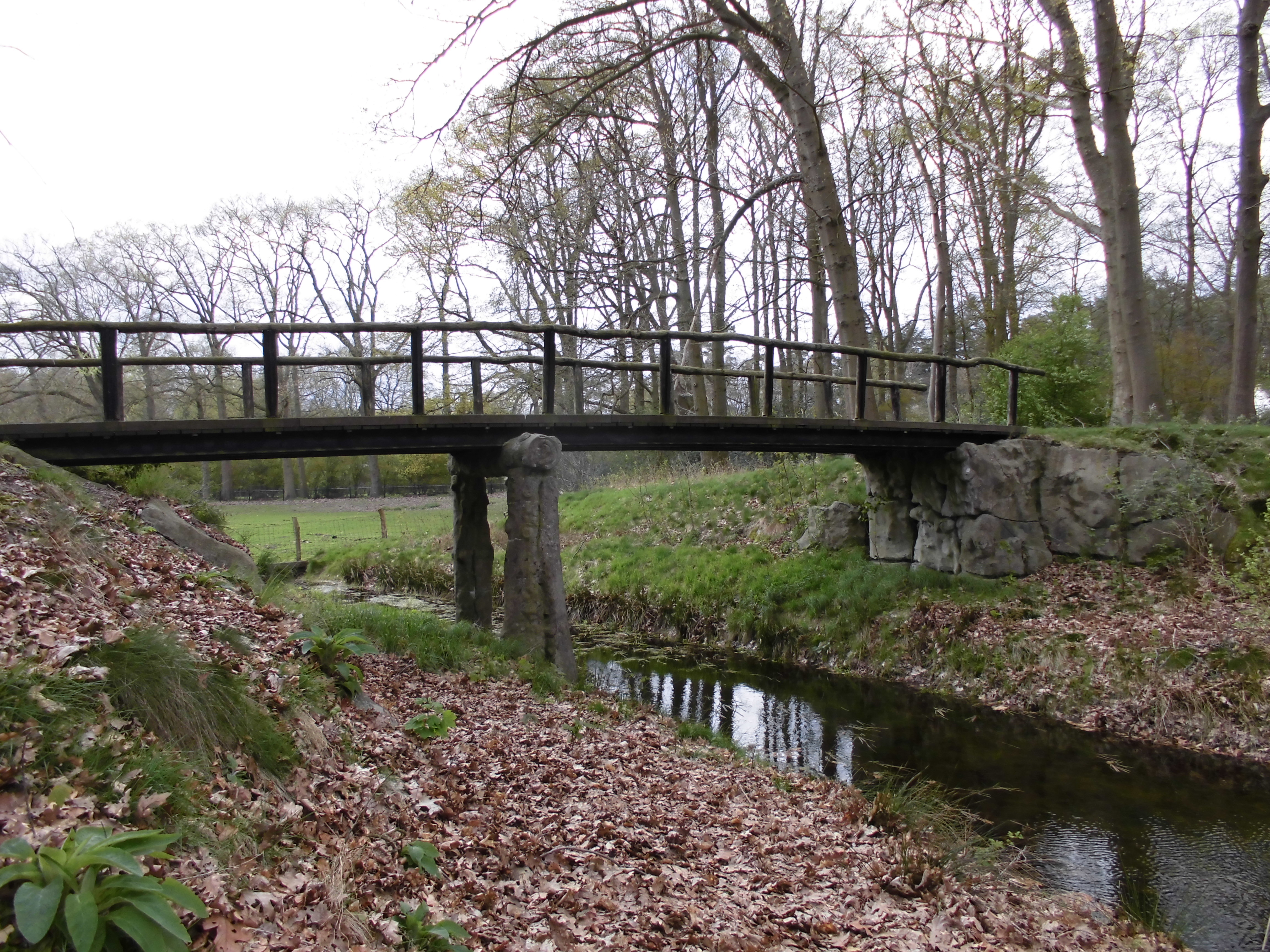
Hydepark Doorn (1888)
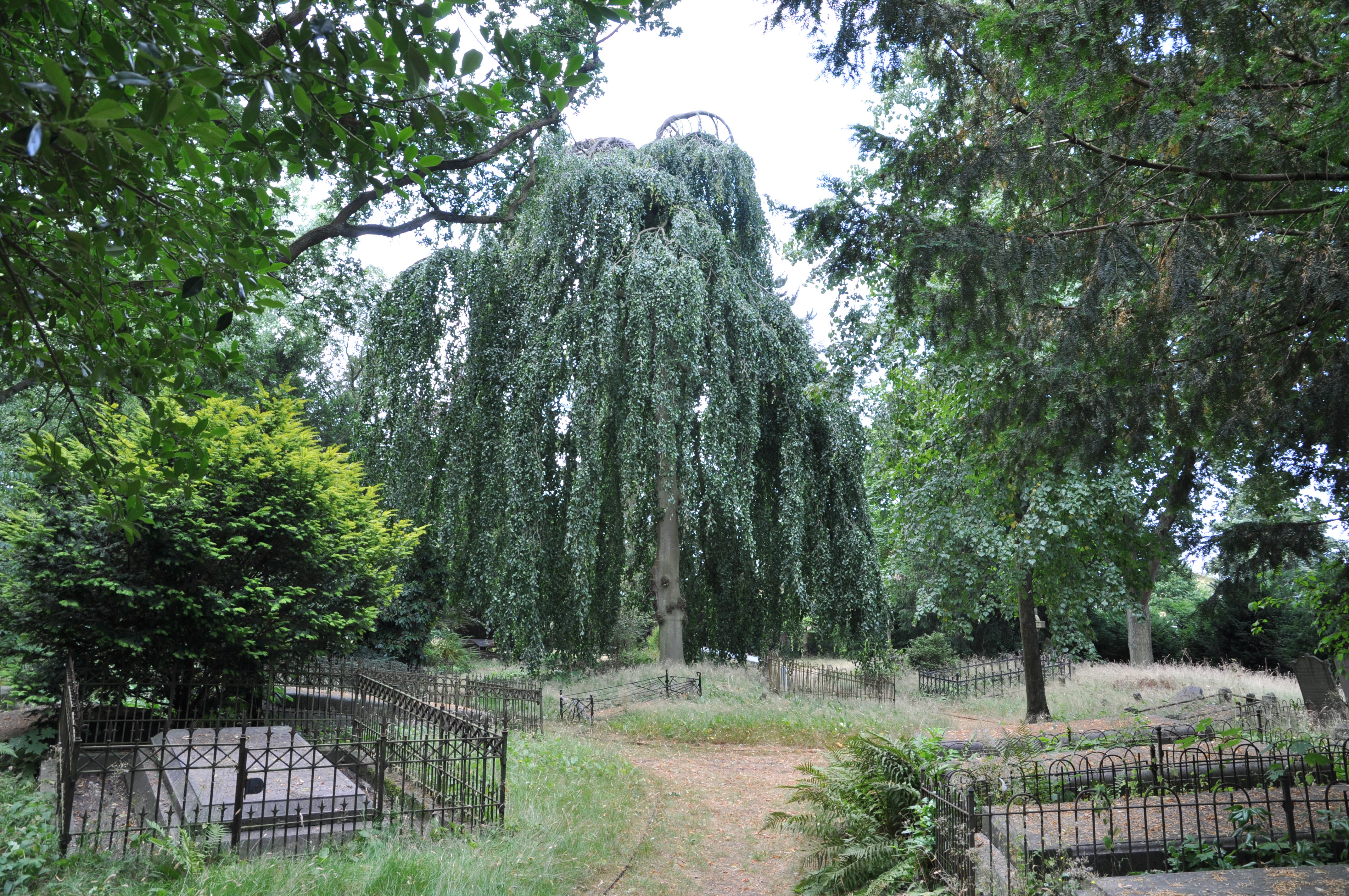
Oude Algemene Begraafplaats Zeist (1890)
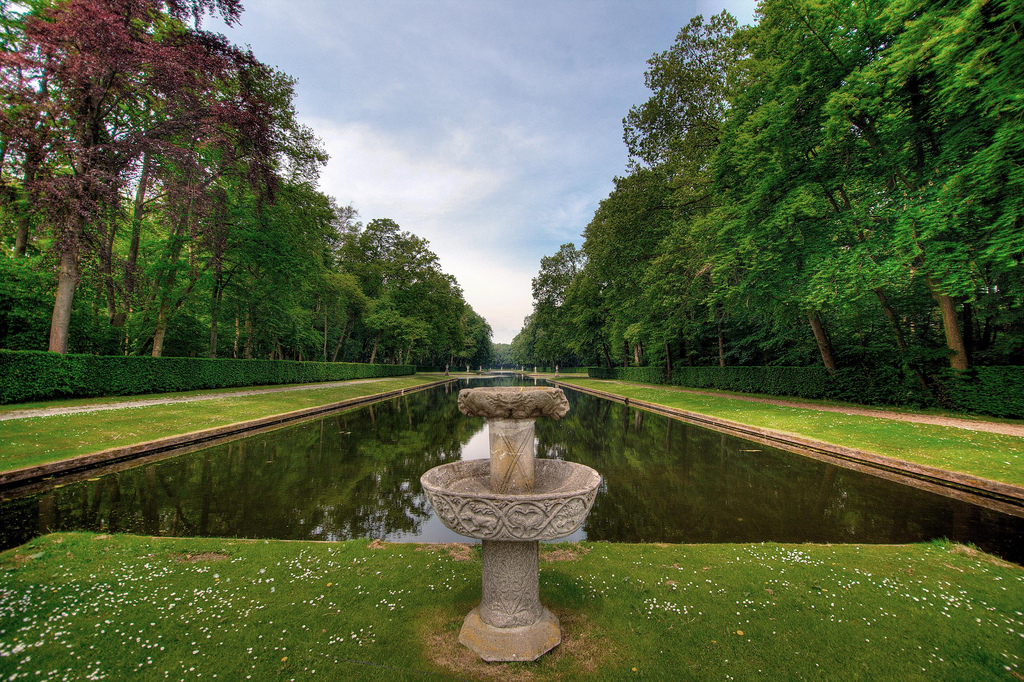
Terrein rondom Kasteel de Haar (1894)